# Якуб Попівчак
Я́куб Попі́вчак (пол. Jakub Popiwczak; нар. 17 квітня 1996, Легниця) — польський волейболіст, ліберо, гравець клубу «Ястшембський Венґель» з м. Ястшембе-Здруй і національної збірної Польщі.

## Життєпис
Народжений 17 квітня 1996 року в м. Легниця в родині волейболіста Даріуша Попівчака. Має молодшого брата Філіпа, який також є волейболістом.
У дитинстві та юності виступав за клуб «Ікар» (Лігниця), вихованцем якого є. Навчався в Академії талантів клубу «Ястшембський Венґель», а від початку сезону 2012—2013 є гравцем основного складу цього клубу.

### Досягнення
Зі збірною
- Срібний призер Кубка світу 2019

Клубні
- Чемпіон Польщі 2021
- Володар Суперкубка Польщі 2021
- Бронзовий призер першости Польщі: 2013, 2014, 2017, 2019